# Michael Ondaatje
Michael Ondaatje (ur. 12 września 1943 w Kolombo) – kanadyjski pisarz i poeta.
Laureat Nagrody Bookera w 1992 za swoją powieść Angielski pacjent (ang. The English Patient). W 1996 film nakręcony na podstawie tej powieści zdobył 9 Oscarów, w tym za najlepszy film roku.
Ondaatje urodził się na Cejlonie (obecnie Sri Lanka), w rodzinie o bardzo zróżnicowanym pochodzeniu, mającej korzenie portugalskie, holenderskie, tamilskie i syngaleskie. W 1954 przeprowadził się z matką do Anglii, a w 1962 osiadł na stałe w Kanadzie.
Zasiadał w jury konkursu głównego na 50. MFF w Cannes (1997).

### Powieści
- Coming Through Slaughter (1976)
- In the Skin of a Lion (1987) (wyd. pol. W lwiej skórze, 1998)
- The English Patient (1992) (wyd. pol. Angielski pacjent, 1994)
- Anil's Ghost (2000) (wyd. pol. Oczy buddy, 2004)
- Divisadero (2007) (wyd. pol. 2009)
- The Cat's Table (2011) (wyd. pol. Przy dziecięcym stole, 2013)
- Warlight (2018) (wyd. pol. Światła wojny, 2019)

### Poezja
- The collected works of Billy the Kid (1970)
- There's a trick with a knife I'm learning to do : poems, 1963-1978 (1979)
- The cinnamon peeler : selected poems (1982)

### Autobiografia
- Running in the family  (1982)